# 62 Девы
62 Девы (лат. 62 Virginis), HD 115903 — двойная звезда в созвездии Девы на расстоянии приблизительно 329 световых лет (около 101 парсек) от Солнца. Визуальная звёздная величина звезды — +6,726m. Возраст звезды определён как около 2,692 млрд лет.

## Характеристики
Первый компонент — жёлто-оранжевый гигант спектрального класса K0III, или K0, или G9III. Масса — около 2,669 солнечной, радиус — около 11,052 солнечного, светимость — около 54,97 солнечной. Эффективная температура — около 4830 K.
Второй компонент — красный карлик спектрального класса M. Масса — около 519,94 юпитерианской (0,4963 солнечной). Удалён в среднем на 2,075 а.е..